# Antonín Slavíček
Antonín Slavíček (Prága, Osztrák–Magyar Monarchia, 1870. május 16. – Prága, 1910. február 1.) cseh impresszionista tájképfestő, a 20. század eleji cseh festészet kiemelkedő alakja.

## Élete
1887-ben kezdte meg tanulmányait Julius Mařáknál, a prágai Képzőművészeti Akadémia tájképfestés szakán. Mařák halála után átmenetileg ő folytatta a tanítást. Szeretett volna hivatalos kinevezést kapni, de a szak megszűnése miatt ez nem sikerült. 
Pályája kezdetén realista stílusban festett. Kitűnően értett a fény és árnyék ábrázolásához. Későbbi művein a francia impresszionizmus hatása érződik. Élete végén találta meg saját stílusát. Nagyon szerette a Cseh–Morva-dombságot, számos festményén örökítette meg a tájat.
1909. augusztus 10-én agyi érkatasztrófa érte. Gyógyulása hosszú időt vett igénybe, jobb keze lebénult és a ballal próbált festeni. A rosszul sikerült képek miatt agyonlőtte magát.

## Galéria

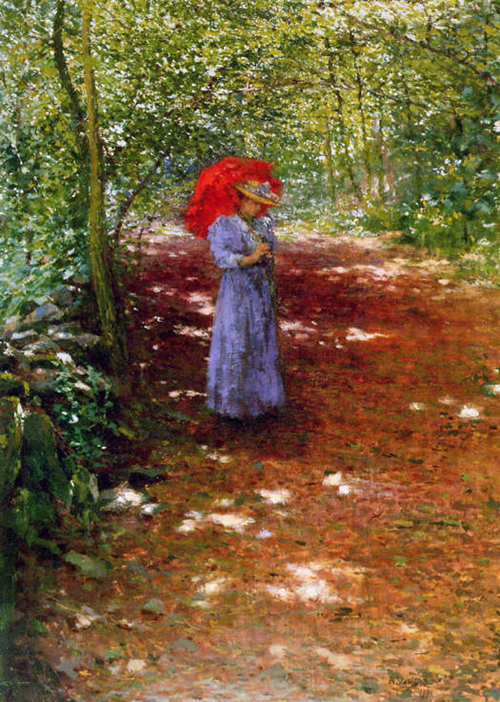
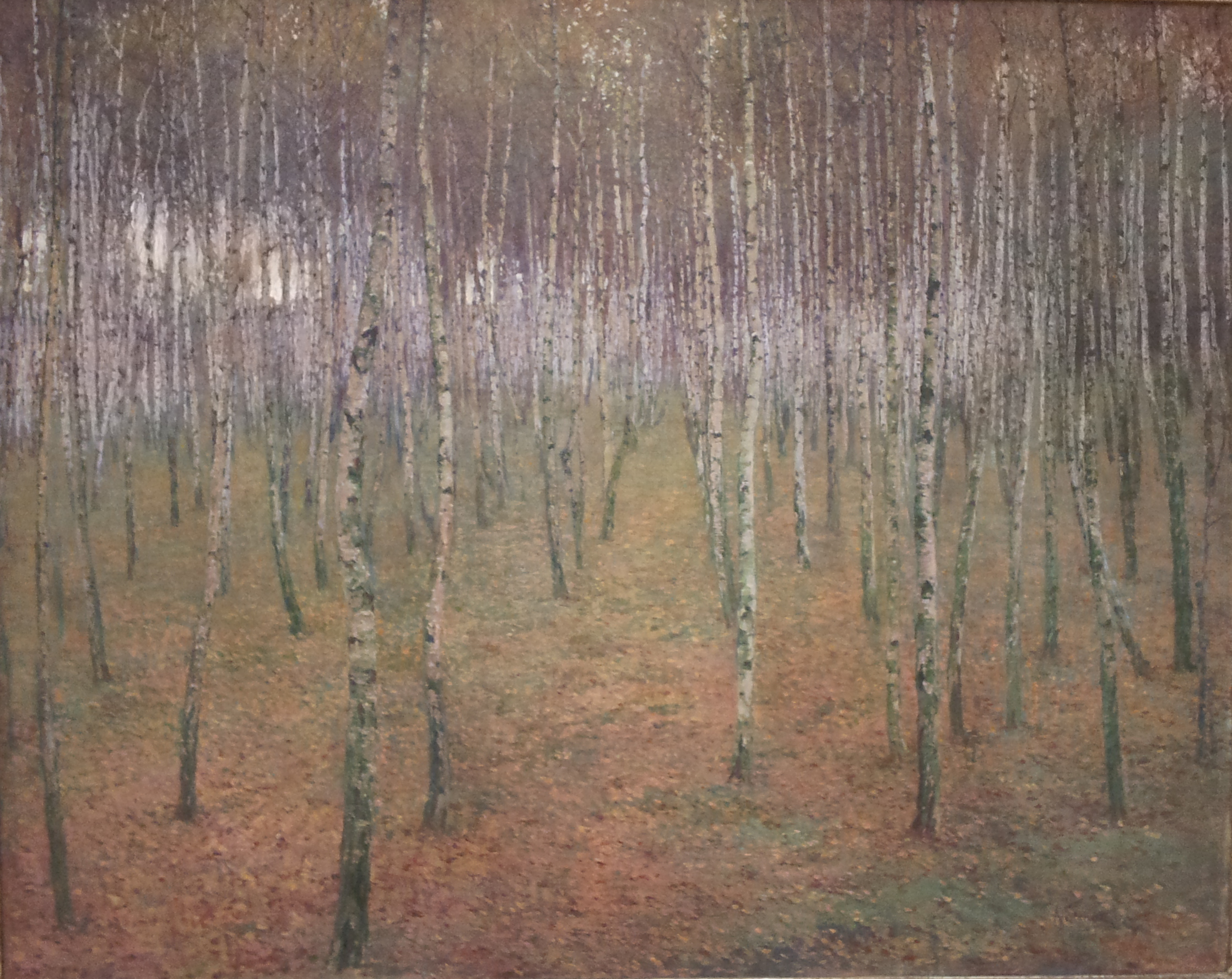
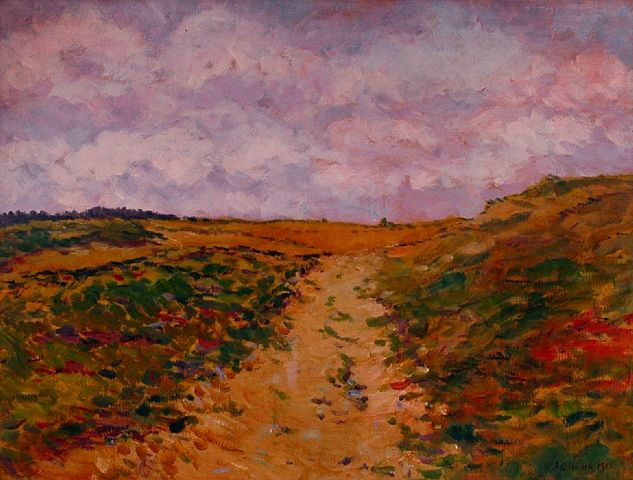
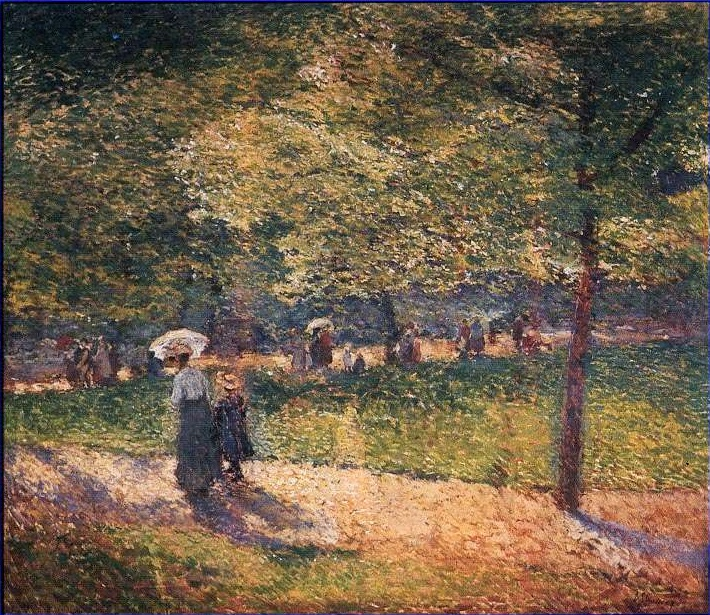

## Fordítás
- Ez a szócikk részben vagy egészben  az   Antonín Slavíček című német Wikipédia-szócikk ezen változatának fordításán alapul.  Az eredeti cikk szerkesztőit annak laptörténete sorolja fel. Ez a jelzés csupán a megfogalmazás eredetét és a szerzői jogokat jelzi, nem szolgál a cikkben szereplő információk forrásmegjelöléseként.